# Đại Luân Đôn
Đại Luân Đôn hay Vùng Luân Đôn (tiếng Anh: Greater London) là một hạt và đồng thời cũng là một vùng của Anh hình thành nên ranh giới hành chính của Luân Đôn. Nó được chia thành 33 huyện gồm 32 khu tự quản Luân Đôn (tạo nên hạt nghi lễ của Đại Luân Đôn) và thành phố Luân Đôn (là một hạt riêng biệt nhưng vẫn thuộc khu vực). Hội đồng Luân Đôn (tiếng Anh: Greater London Authority - GLA), trụ sở đặt tại Southwark là cơ quan quản lý hàng đầu cho Đại Luân Đôn chịu trách nhiệm bầu Thị trưởng Luân Đôn, Hội Đồng Luân Đôn, quản lý tài chính, chính sách, nhà ở, giao thông, vận tải, cảnh sát, cứu hoả, quy hoạch. Hay nói cách khác, nó chia sẻ quyền quản lý Đại Luân Đôn với Thị trưởng, Hội đồng các khu tự quản Luân Đôn và Tổng công ty thành phố Luân Đôn.
Đại Luân Đôn được thành lập ngày 1 tháng 4 năm 1965 thông qua Đạo luật Luân Đôn của Chính phủ năm 1963. Khu vực bao gồm 1.572 km² (607 mi2) và có dân số ước tính khoảng 10.549.000 người (2017).Vào năm 2012, nó có GVA trên đầu người cao nhất Vương quốc Anh đạt £43,629 (2015). Vùng đô thị Đại Luân Đôn đôi khi được dùng ở một số thống kê của một số quốc gia, nhưng nó bao gồm cả những khu vực bên ngoài Đại Luân Đôn.